# Aïcha Taymour
Pour les articles homonymes, voir Aïcha (homonymie).
Aïcha Taymour ou A'isha Taymur (en arabe : عائشة التيمورية), née au Caire en 1840, morte au Caire en 1902, est une femme de lettres et une féministe égyptienne.
Elle est née en 1840, d'un père d'origine turque-kurde, aristocrate, et d'une mère à l'origine esclave originaire de la région du Caucase. Pionnière, elle est une des femmes de lettres des années 1870 et 1880 dont les écrits, poésies, essais, et romans, célèbres à l'époque, témoignent de l'émergence d'une sensibilité féministe,. Elle est notamment l'auteure de Miroir de la contemplation dans la situation (مرآة التأمل في الأمور), œuvre dans laquelle elle décrypte les rapports hommes / femmes,,. Elle est une des figures du féminisme de la Nahda. Elle meurt en 1902.
Le cratère vénusien Al-Taymuriyya a été nommé en son honneur
.